# Diplostachyum apodum
Diplostachyum apodum là một loài dương xỉ trong họ Selaginellaceae. Loài này được L. P. Beauv. mô tả khoa học đầu tiên năm 1805.